# 林阿彩
林阿彩（1943年10月—2019年3月9日），男性，福建柘荣县东源乡岚中村人，中华人民共和国政治人物。

## 生平
林阿彩于1964年7月参加工作，1976年12月加入中国共产党，1980年3月起任柘荣县城关公社（今双城镇）党委书记、县委副书记，1983年11月接替任治民任柘荣县县长，1987年任霞浦县县长，1990年任霞浦县委书记。1995年调入宁德地区政府工作，任地区、市人大常委会副主任等职，2004年退休，2019年病逝。